# Глашево
Гла́шево (-балк. Гла́шлары) — село в Верхней Балкарии. Было сожжено и разграблено в 1942 году при отступлении 37-й армии РККА и впоследствии не восстанавливалось.

## История и этимология
Село было основано родом Глашевых, от которых получило своё название.
На 1910 год в селе насчитывалось 17 дворов; в нём проживало 60 мужчин и 65 женщин.
На 1944 год в селе проживало 32 семьи из 187 человек.

### Черекская трагедия
В 1942 году в Глашево отряд 11-й стрелковой дивизии НКВД под предлогом борьбы с бандитами занимался расстрелом и последующим сожжением мирных жителей. В результате было убито 63 жителя посёлка. Были разрушены и сожжены жилые и хозяйственные постройки. Этому содействовали и несколько балкарцев-партизан, которым было известно, что в посёлке нет никаких бандитов. Выжившие были депортированы Среднюю Азию в 1944 году. 
К 1957 году посёлок был разрушен полностью. Больше он не возрождался.

## География
Село располагалось на правобережье Черека-Балкарского, к северо-востоку от селения Верхняя Балкария. Ближайшие поселения: Курнаят, Нижний Чегет, Верхний Чегет.
На территории села сохранились остатки мечети, установлен памятник.